# Randolph megye (Georgia)
Randolph megye az Amerikai Egyesült Államokban, azon belül Georgia államban található. Megyeszékhelye és legnagyobb városa Cuthbert. Lakosainak száma 6425 fő (2020. április 1.). Randolph megye Stewart, Webster, Terrell, Calhoun, Quitman és Clay megyékkel határos.

## Népesség
A megye népességének változása:
| Lakosok száma | 7671 | 7575 | 7311 | 7197 | 7193 | 6425 |
|               | 2010 | 2011 | 2012 | 2013 | 2015 | 2020 |